# Хати Чірпан
Хати Чірпан (тур. Hatı Çırpan; нар. 1890, Анкара, Анкара, Османська імперія — пом. 21 березня 1956, Анкара, Туреччина), також відома як Сати Кадін (тур. Satı Kadın) — турецький політик, одна з перших жінок-членів великих національних зборів Туреччини, обрана на загальних виборах 1935 року.

## Біографія
Хати Чірпан народилася 1890 року.
16 липня 1934 року, за місяць перед Другим мовним конгресом (тур. İkinci Türk Dil Kurultayı), що відбувався з 18 по 23 серпня 1934 року, президент Мустафа Кемаль Ататюрк виїхав з Анкари на екскурсію в село Казан (на той час входило до складу району Кизилджахамам провінції Анкара), в 50 кілометрах від столиці Анкари. Під час цієї екскурсії Ататюрк був представлений Сати Кадін, яка була сільським старостою Казана. Вона була селянкою з Центральної Анатолії, яка воювала протягом чотирьох років під час турецької Війни за незалежність. Ататюрк поговорив з нею, після чого він, як повідомлялося, перейнявся симпатією до її діяльності та інтелекту.
За словами Афету Інану, Ататюрк сказав після зустрічі з нею: «це та жінка, яка може досягти успіху як член парламенту». Сати Кадін підтримував у її успішній передвиборчій кампанії сам Ататюрком, надаючи тако і кошти. Згодом вона змінила своє перше ім'я на Хати за порадою Ататюрка, який на той час цікавився цивілізацією хаттів, і тому що її колишнє ім'я Сати означало «продаж» або «купівля» турецькою. Вона прийняла прізвище Чірпан після того, як закон про прізвища 1934 року вимагав, аби всі турецькі громадяни мали прізвище.

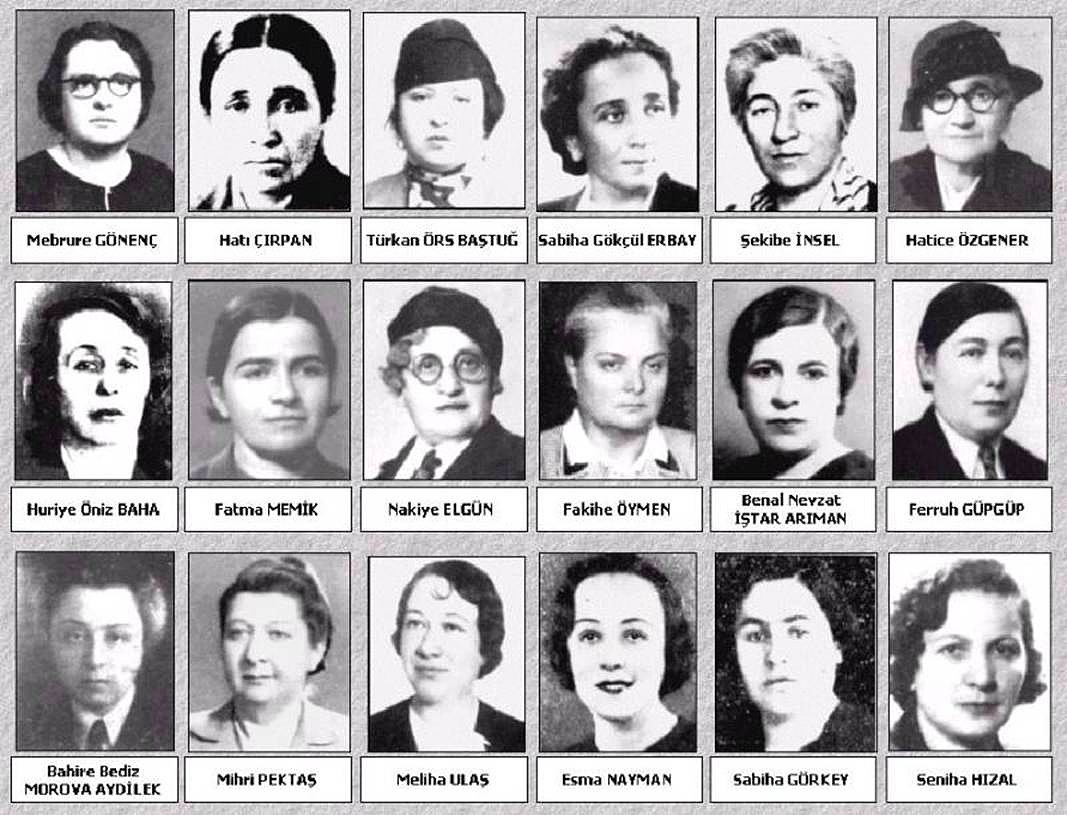
18 жінок-депутаток, обраних до великих національних зборів Туреччини в 1935 році.
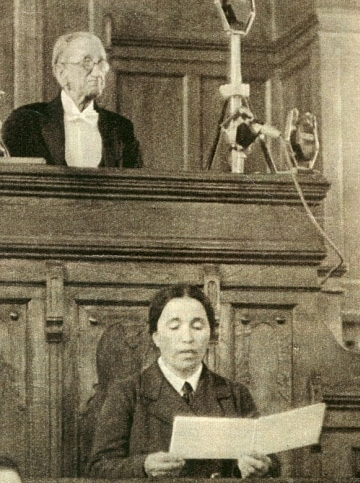
Хати Чірпан на трибуні великих національних зборів Туреччини.